# 埃利吉奧·阿亞拉
埃利吉奧·阿亞拉（西班牙語：Eligio Ayala，1879年12月4日—1930年10月24日），巴拉圭政治人物，曾于1923年至1924年、1924年至1928年出任巴拉圭總統。

## 生平
阿亞拉家族拥有一个农场。他曾在国立亚松森大学就讀，后执教于国立学院。1920年至1921年、1921年至1923年兩度擔任巴拉圭财政部长。1924年8月，阿亚拉当选为巴拉圭总统，在任期间，他采取民族和解的政策，赦免政治犯，并提倡出版自由。1928年卸任。1930年遇刺身亡。